# Black Beatles
Black Beatles è un singolo del gruppo musicale statunitense Rae Sremmurd, pubblicato il 13 settembre 2016 come terzo estratto dal secondo album in studio SremmLife 2.
Il brano, che vede la partecipazione del rapper statunitense Gucci Mane, è il singolo di maggior successo del gruppo e anche del rapper. Il singolo ha ottenuto maggiore notorietà con la sfida virale del web, la Mannequin Challenge.

## Classifiche
| Classifica (2016-17) | Posizione massima |
| -------------------- | ----------------- |
| Australia            | 3                 |
| Austria              | 13                |
| Belgio (Fiandre)     | 9                 |
| Belgio (Vallonia)    | 22                |
| Canada               | 3                 |
| Danimarca            | 2                 |
| Finlandia            | 2                 |
| Francia              | 2                 |
| Germania             | 8                 |
| Irlanda              | 3                 |
| Israele              | 8                 |
| Italia               | 16                |
| Norvegia             | 2                 |
| Nuova Zelanda        | 1                 |
| Paesi Bassi          | 6                 |
| Portogallo           | 3                 |
| Regno Unito          | 2                 |
| Scozia               | 4                 |
| Slovacchia           | 7                 |
| Spagna               | 3                 |
| Stati Uniti          | 1                 |
| Svizzera             | 4                 |
| Ungheria             | 15                |